# Anthony Taylor
Anthony Taylor (Wythenshawe, 1978. október 20. –) angol nemzetközi labdarúgó-játékvezető. Polgári foglalkozása profi labdarúgó játékvezető.

## Pályafutása

### Nemzeti játékvezetés
Taylor első Premier League mérkőzése 2010 februárjában egy Fulham-Portsmouth találkozó volt. 

#### Nemzeti kupamérkőzések

##### FA Kupa
A 2013-as döntőben Andre Marriner mellett negyedik játékvezetőként tevékenykedett. A 2017-es döntőben már ő fújta a sípot az Arsenal-Chelsea találkozón. 

##### Ligakupa
A 2015 márciusi döntőben ő bíráskodott a Chelsea-Tottenham mérkőzésen.

### Nemzetközi játékvezetés
Taylor 2013 januárja óta FIFA nemzetközi játékvezető. Első válogatott mérkőzése 2015. március 27-én egy Macedónia-Fehéroroszország Európa-bajnoki selejtezőmérkőzés volt. 

#### Nemzetek Ligája
Taylor volt a játékvezetője a 2021-es Nemzetek Ligája döntőjében a Spanyolország-Franciaország (1:2) mérkőzésen.

##### Nemzetek Ligája
| Időpont           | Helyszín | Mérkőzés típusa | Mérkőzés                    | Eredmény |
| ----------------- | -------- | --------------- | --------------------------- | -------- |
| 2021. október 10. | Milánó   | Döntő           | Spanyolország-Franciaország | 1 : 2    |

#### Európa-bajnokság
Taylor a 2020-as labdarúgó-Európa-bajnokságon három mérkőzésen szerepelt; ő volt a játékvezetője a Dánia-Finnország (0:1) és a Portugália-Németország (2:4) csoportmérkőzéseknek, valamint az Olaszország-Ausztria (2:1) nyolcaddöntő mérkőzésnek. 

##### 2020-as Európa-bajnokság
| Időpont          | Helyszín   | Mérkőzés típusa | Mérkőzés               | Eredmény |
| ---------------- | ---------- | --------------- | ---------------------- | -------- |
| 2021. június 12. | Koppenhága | Csoportkör      | Dánia-Finnország       | 0 : 1    |
| 2022. június 19. | München    | Csoportkör      | Portugália-Németország | 2 : 4    |
| 2022. június 26. | London     | Nyolcaddöntő    | Olaszország-Ausztria   | 2 : 1    |

#### Világbajnokság
Taylor a 2022-es labdarúgó-világbajnokságon a Horvátország-Belgium (0:0) csoportmérkőzésen fújta a sípot.

##### 2022-es világbajnokság
| Időpont           | Helyszín  | Mérkőzés típusa | Mérkőzés             | Eredmény |
| ----------------- | --------- | --------------- | -------------------- | -------- |
| 2022. december 1. | Al-Rajján | Csoportkör      | Horvátország-Belgium | 0 : 0    |

#### Nemzetközi kupadöntők
Taylor fújta a sípot a 2020-as UEFA-szuperkupa mérkőzésen, a 2022-es FIFA-klubvilágbajnokság döntőjében, valamint a 2023-as Európa-liga-döntőben.

##### UEFA-szuperkupa
| Időpont              | Helyszín | Mérkőzés típusa | Mérkőzés               | Eredmény     |
| -------------------- | -------- | --------------- | ---------------------- | ------------ |
| 2020. szeptember 24. | Budapest | Döntő           | Bayern München–Sevilla | 2 : 1 (h.u.) |

##### FIFA-klubvilágbajnokság
| Időpont           | Helyszín | Mérkőzés típusa | Mérkőzés             | Eredmény |
| ----------------- | -------- | --------------- | -------------------- | -------- |
| 2023. február 11. | Rabat    | Döntő           | Real Madrid–Ál-Hilál | 5 : 3    |

### Európa-liga-döntő
| Időpont         | Helyszín | Mérkőzés típusa | Mérkőzés     | Eredmény                      |
| --------------- | -------- | --------------- | ------------ | ----------------------------- |
| 2023. május 31. | Budapest | Döntő           | Sevilla–Roma | 1 : 1 (tizenegyesekkel 4 : 1) |

## Külső hivatkozások
- Anthony Taylor. World Referee. (Hozzáférés: 2023. június 4.)
- Anthony Taylor. football-lineups.com. (Hozzáférés: 2023. június 4.)
- Anthony Taylor. eu-football.info. (Hozzáférés: 2023. június 4.)